# Friedrich Class
Friedrich Class (ur. 2 maja 1899 w Blaubeuren, zm. 12 grudnia 1945) – SS-Sturmbannführer, dyrektor kryminalny Gestapo w Gdańsku, jeden z dowódców Einsatzkommando 16 – specjalnej jednostki, która jesienią 1939 dokonywała czystek etnicznych na okupowanych przez Niemców terenach Pomorza Nadwiślańskiego. Zbrodniarz wojenny, należał do grona głównych sprawców zbrodni w Piaśnicy.

## Przed 1939
W czasie I wojny światowej walczył w szeregach armii Cesarstwa Niemieckiego. Po zakończeniu działań wojennych zaciągnął się ochotniczo w szeregi paramilitarnych Freikorpsów. W 1920 rozpoczął pracę w gdańskiej Policji Ochronnej. W 1932 awansowany do stopnia komisarza.
W marcu 1933 Class wstąpił w szeregi NSDAP, co znacznie przyspieszyło jego karierę w strukturach policji Wolnego Miasta Gdańska. W krótkim czasie objął kierownictwo policji politycznej w gdańskim prezydium policji. Po zaanektowaniu Wolnego Miasta przez III Rzeszę kierował w gdańskim Gestapo kluczowym Wydziałem II (Kościoły, Żydzi, masoni, sekty, aresztowania prewencyjne, zdrada stanu, podstępne zamachy na państwo i partię, przestępstwa gospodarcze).

## Udział w Intelligenzaktion
Wkrótce po zakończeniu kampanii wrześniowej Niemcy przystąpili do rozprawy z przedstawicielami tzw. "polskiej warstwy przywódczej" z terenów Pomorza i Wolnego Miasta Gdańska. Kluczowa rola w tej akcji przypadła utworzonemu 12 września 1939 tzw. Einsatzkommando 16 (EK 16) – specjalnej grupie operacyjnej (Einsatzgruppen) niemieckiej policji bezpieczeństwa i służby bezpieczeństwa. Class (wówczas w stopniu dyrektora kryminalnego i SS-Hauptsturmführera) objął stanowisko szefa ekspozytury EK 16 w Gotenhafen (okupacyjna nazwa Gdyni). Był również jednym z najbardziej zaufanych współpracowników dowódcy Kommanda – dr Rudolfa Trögera.
Class odpowiadał za śmierć tysięcy Polaków zamordowanych jesienią 1939 na terenie Gdyni i całego powiatu morskiego. Odegrał zwłaszcza kluczową rolę podczas akcji eksterminacyjnej w Lasach Piaśnickich, gdzie między październikiem 1939 a marcem 1940 zamordowano blisko 12 000 ludzi. Class opiniował m.in. listy osób wyznaczonych do rozstrzelania w Piaśnicy, które były układane w placówce Gestapo na Kamiennej Górze na podstawie policyjnych list gończych (tzw. Sonderfahndungsbuch Polen) oraz przysyłanych przez ludność niemiecką licznych anonimowych oraz podpisanych donosów. Parafka "CL+" jaką stawiał przy nazwisku umieszczonego na liście oznaczała wyrok śmierci.
Class nakazywał i organizował również inne egzekucje. W listopadzie 1939 rozkazał rozstrzelać ponad 80 chorych wenerycznie kobiet ze szpitala w gdyńskich Babich Dołach, celem „opróżnienia” budynku szpitala na potrzeby Kriegsmarine. Odpowiadał także za rozstrzelanie 74 Polaków w kilku publicznych egzekucjach, przeprowadzonych w Gdyni między październikiem a listopadem 1939. Brał również udział w masowych wysiedleniach Polaków z Gdyni, zajmując się układaniem list osób przeznaczonych do wypędzenia.

## Dalszy przebieg kariery
Wiosną 1940 Class został przeniesiony z Pomorza na stanowisko szefa placówki Kriminalpolizei (pol. Policji Kryminalnej) w austriackim Grazu. Następnie pracował w centrali Głównego Urzędu Bezpieczeństwa Rzeszy (RSHA) na stanowisku kierownika referatu zbrodni zagrożonych karą śmierci w Wydziale V RSHA (Kripo). W kwietniu 1944 stanął na czele placówki Policji Kryminalnej (Kripo-Leitstelle) w Düsseldorfie.
Zmarł z przyczyn naturalnych w dniu 12 grudnia 1945. Nie został nigdy osądzony za zbrodnie popełnione na Pomorzu.